# Schandmauer

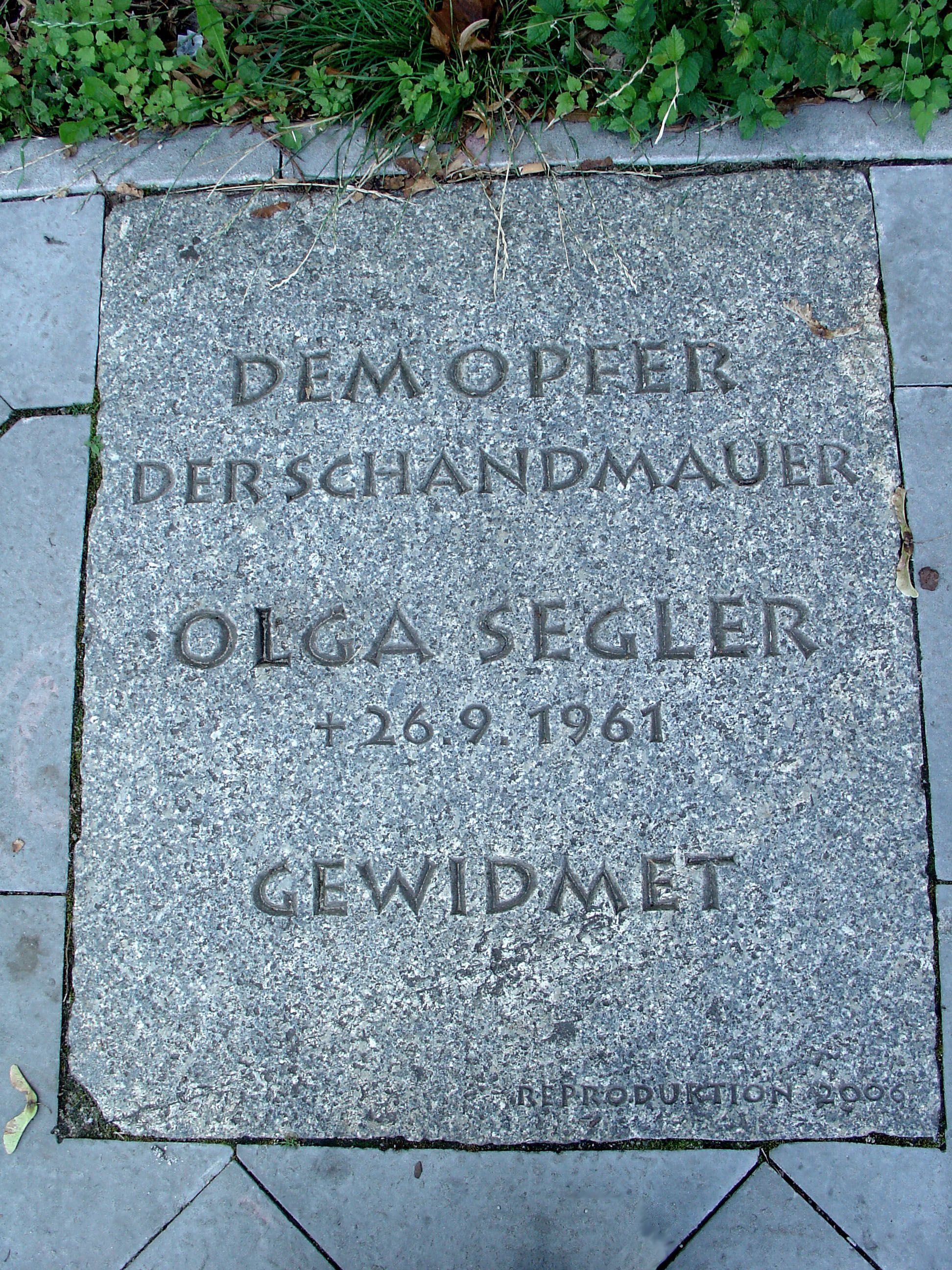
Gedenktafel in der Bernauer Straße: „Dem Opfer der Schandmauer Olga Segler
† 26.9.1961 gewidmet“

Schandmauer war ein vom West-Berliner Senat bis Ende der 1960er Jahre offiziell gebrauchter Dysphemismus für die Berliner Mauer. Er wurde erstmals von Willy Brandt verwendet.
Der Begriff drückt die stark ablehnende Haltung gegenüber der Grenzanlage aus und steht damit im Gegensatz zu dem in der DDR verwendeten Euphemismus „antifaschistischer Schutzwall“.
Die in West-Berlin durch die Mauer entstandenen Sackgassen wurden häufig mit dem Zusatzschild „verursacht durch die Schandmauer“ versehen. Gedenktafeln für die Todesopfer an der Berliner Mauer aus dieser Zeit enthielten ebenfalls diese Formulierung.
Die Bezeichnung Schandmauer fand in den 1960er Jahren Eingang in den allgemeinen Wortschatz der Bevölkerung. Mit der Einleitung der Entspannungspolitik zu Beginn der 1970er Jahre verschwand der Begriff jedoch weitgehend aus der Alltagssprache und wurde auch offiziell nicht mehr verwendet, da eine Gefährdung der deutsch-deutschen Beziehungen durch allzu harten Sprachgebrauch verhindert werden sollte.